# Humedal Desembocadura del río Itata
El Humedal Desembocadura del río Itata es un recinto de conservación natural, ubicada en el límite de las comunas de Coelemu y Trehuaco, en la Región de Ñuble, Chile.
Está compuesto por un humedal y parte del río Itata, además de ocho kilómetros aguas arriba a partir de este río, protegiendo también un campo de dunas adyacente, abarcando un total de 926,7 hectáreas.

## Historia
Fue declarado Santuario de la naturaleza, el 21 de abril de 2022, como parte de un plan gubernamental de protección de humedales en Chile, cual también contempló la protección de los humedales Laguna Santa Elena de la comuna de Bulnes y el Humedal Taucú de la comuna de Cobquecura, dando prioridad a la Desembocadura del río Itata.

## Fauna
El Decreto 8 del Ministerio de Medio Ambiente de Chile, cual concede la catergoría de santuario de la naturaleza al Humedal Desembocadura del río Itata, afirma que dentro de la fauna que se pueden encontrar en este lugar, está el Sapo rosado, Rana chilena, y el Sapito de cuatro ojos, todos ellos, anfibios considerados en estado vulnerable para el Reglamento de Clasificación de Especies del Ministerio de Medio Ambiente. Por otro lado, existen un total de más de ochenta especies de aves que utilizan el humedal como lugar de descanso y alimentación, entre ellas se encuentran el Playero ártico, Gaviotín monja, Gaviota garuma, Águila pescadora, Guanay y Flamenco chileno. Por otra parte, en el caso de los peces, existen siete especies endémicas, cuales son la Peladilla, la Pocha de los lagos, la Carmelita, el Pejerrey chileno, el Tollo, el Cauque y el Bagrecito.